# Lucien Szpiro
Lucien Szpiro (Paris, 23 de dezembro de 1941 — Paris, 18 de abril de 2020) foi um matemático francês.
Trabalhou com teoria dos números, geometria algébrica aritmética e álgebra comutativa.
Estudou na Universidade Paris-Sul, onde obteve o doutorado sob orientação de Pierre Samuel e Maurice Auslander. Foi professor na Universidade de Paris-Sul, Universidade Columbia e Universidade da Cidade de Nova Iorque.
Foi conhecido pela conjectura de Szpiro, relacionada com a conjectura abc.

## Morte
Szpiro morreu em 18 de abril de 2020 de parada cardíaca.